# Čistyje prudy (stanice metra v Moskvě)
Čistyje prudy (rusky Чистые пруды, česky Čisté rybníky) je stanice moskevského metra.

## Charakteristika stanice
Stanice byla dvakrát přejmenována - původní název je Mjasnickaja podle přiléhající ulice, později byla přejmenována na Kirovskaja. Nachází se na lince Sokolničeskaja, na jejím křížení s bulvárem Čistye prudy. Otevřena byla spolu se stanicí Komsomolskaja 15. května 1935. Stanice je vybudována podle projektu N. J. Kolli. Stanice je vyzdobena šedým mramorem, podlaha je žulová. Stanice je přestupní, přestup je možný na stanici Turgeněvskaja Kalužsko-Rižské linky.
Vestibul stanice je vestavěn do samostatně stojícího pavilónu, který byl několikrát přestavován a skýtá svým způsobem velmi eklektický pohled, na kterém se nemalou měrou podílejí kulatá boční okna a bohatě prosklená přední fasáda, skrytá za mramorovým portálem ze čtyř sloupů.
Podle vzpomínek architekta stanice bylo ateliéru zadání předáno 1. března 1934 s tím, že termín dokončení je 25 dnů. Žádné další zpřesnění zadání či požadavky na vzhled neexistovaly. Vytvořený návrh byl v soutěži architektů nových stanic moskevského metra oceněn II. cenou, I. cena nebyla udělena.